# Carl Lafferenz
Carl Lafferenz (Lebensdaten unbekannt) war ein deutscher Fußballspieler.

## Karriere
Lafferenz gehörte Holstein Kiel als Stürmer an, für den Verein er in der Saison 1909/10 in der vom Norddeutschen Fußball-Verband ausgetragenen Meisterschaft im Bezirk Kiel Punktspiele bestritt und diese auch gewann. Zudem für die Endrunde um die Norddeutsche Meisterschaft qualifiziert, gewann er mit seiner Mannschaft am 10. April 1910 in Hamburg das Finale gegen Werder Bremen mit 7:1 Toren. Als Teilnehmer an der Endrunde um die Deutsche Meisterschaft 1909/10 ebenfalls qualifiziert, drang er mit seiner Mannschaft bis ins Finale vor, das am 15. Mai in Köln jedoch erst in der Verlängerung durch das Strafstoßtor von Max Grafe in der 114. Minute mit 0:1 gegen den Karlsruher FV verloren wurde. Zuvor kam er am 17. April 1910 im Stadion Hoheluft beim 4:1-Sieg gegen den BFC Preussen aus Berlin im Viertelfinale zum Einsatz, in dem ihm mit dem Treffer zum Endstand in der 89. Minute ein Tor gelang. Auch im Halbfinale, beim 6:0-Sieg über den Rixdorfer FC Tasmania 1900 – ebenfalls im Stadion Hoheluft –, wurde er eingesetzt.

## Erfolge
- Zweiter de Deutschen Meisterschaft 1910
- Norddeutscher Meister 1910
- Bezirksmeister Kiel 1910